# Sainte-Florine
Sainte-Florine är en kommun i departementet Haute-Loire i regionen Auvergne-Rhône-Alpes i centrala Frankrike. Kommunen ligger i kantonen Sainte-Florine som tillhör arrondissementet Brioude. År 2022 hade Sainte-Florine 3 257 invånare.

## Befolkningsutveckling
| Befolkningsutvecklingen i Sainte-Florine 1968–2021 | Befolkningsutvecklingen i Sainte-Florine 1968–2021 | Befolkningsutvecklingen i Sainte-Florine 1968–2021 | Befolkningsutvecklingen i Sainte-Florine 1968–2021 | Befolkningsutvecklingen i Sainte-Florine 1968–2021 |
| -------------------------------------------------- | -------------------------------------------------- | -------------------------------------------------- | -------------------------------------------------- | -------------------------------------------------- |
|                                                    |                                                    |                                                    |                                                    |                                                    |
| År                                                 |                                                    |                                                    | Folkmängd                                          |                                                    |
| 1968                                               | 1968                                               |                                                    | 3 625                                              |                                                    |
| 1975                                               | 1975                                               |                                                    | 3 673                                              |                                                    |
| 1982                                               | 1982                                               |                                                    | 3 335                                              |                                                    |
| 1990                                               | 1990                                               |                                                    | 3 021                                              |                                                    |
| 1999                                               | 1999                                               |                                                    | 3 002                                              |                                                    |
| 2007                                               | 2007                                               |                                                    | 3 113                                              |                                                    |
| 2015                                               | 2015                                               |                                                    | 3 066                                              |                                                    |
| 2021                                               | 2021                                               |                                                    | 3 253                                              |                                                    |